# Entroido de Villarino de Conso
El entroido de Villarino de Conso es el conjunto de celebraciones populares que tienen lugar en la localidad española de Villarino de Conso durante el carnaval. En marzo de 2016 fue incorporado a la lista de fiestas de interés turístico de Galicia.

## Historia
El origen de la celebración es desconocido, aunque se supone que sus orígenes se remontan a la época romana. Los disfraces tradicionales de la zona tienen un significado en la cultura medieval y la festividad alude al origen pagano de rituales de la cultura castreña, en la salida del invierno y entrada de la primavera.

## Calendario

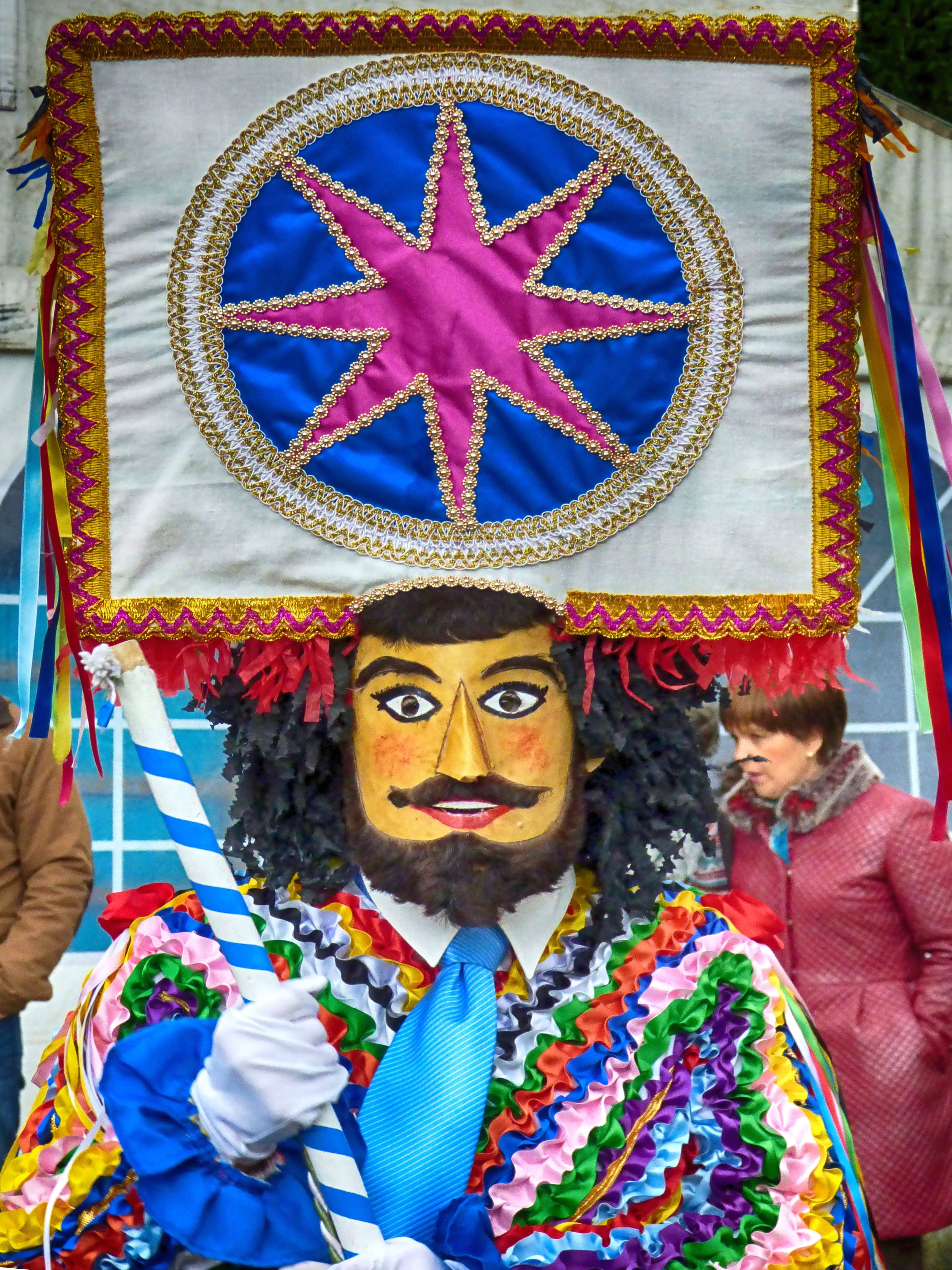
Embotellador de Villarino.

El entroido del lugar comienza el Jueves de Compadres (Jueves de Carnaval), diez días antes del Domingo de Entroido (Domingo de Carnaval). Ese día, las mujeres del pueblo confeccionan el «lardeiro», un muñeco de paja que se viste con ropas robadas a los hombres. La despensa está colgada en un lugar alto, muy visible y de difícil acceso, como burla y desafío para los jóvenes que tienen que intentar recuperarla. Esta tradición se repite la semana siguiente, con el Jueves de Comadres, en esta ocasión son los hombres los que confeccionan y cuelgan la muñeca, ahora llamada lardeira, vistiendo ropa de mujer.
Desde el Jueves de Compadres, primer día de fiestas, los «folións», grupos musicales formados por los vecinos, desfilan por las parroquias del municipio. Estos grupos festivos desfilan al ritmo de los característicos tambores de carnaval, herramientas de trabajo (guadañas, hoces, martillos, palas), y otros instrumentos como cornetas, trompetas o cornetas metálicas. Cada pueblo de la parroquia (Mormentelos, Chaguazoso, San Cristóbal, Conso, etc.) forma su propio «folión», y con él visitan a los demás, llevando la fiesta de un lugar a otro.
Los participantes están siempre acompañados de los boteiros, las máscaras de carnaval típicas de la Comarca de Viana. Estos personajes, armados con mocas, encabezan la comitiva, encargándose de solicitar permiso para entrar a los pueblos que se visitan, abriendo paso a la procesión entre la multitud y brindando entretenimiento general con sus bailes y carreras. A diferencia de los boteiros de Viana del Bollo o La Gudiña, los boteiros de Villarino llevan una mitra rectangular sobre su máscara. La procesión suele finalizar con una «fariñada», una divertida batalla entre los asistentes en la que se lanzan bolas rellenas de harina.
El Domingo de Carnaval, llamado aquí Domingo Gordo, todos los participantes desfilan por el pueblo por la mañana y se reúnen para comer junto al río, cuando también es la tradicional «Fiesta del Chivo». Por la noche, se vuelve a jugar, compitiendo entre ellos para ver quién puede mantener la fiesta durante más tiempo. Es común que algunos tambores se rompan y que los bateristas terminen derramando sangre de sus manos sobre ellos.
El Martes de Carnaval, por último se desfila por el pueblo, finalizando en la plaza. Allí se produce un combate verbal satírico entre hombres y mujeres. Al terminar los cantes se queman públicamente las despensas en la plaza y comienza una última y más intensa fariñada.  Al día siguiente, Miércoles de Ceniza, se celebra el entierro de la sardina, evento acompañado de una fiesta de la sardina que concluye las celebraciones hasta el año siguiente.